# Sandoval (Illinois)
Sandoval est un village du comté de Marion dans l'Illinois, aux États-Unis,. Situé à l'ouest du comté, il est incorporé le 27 mai 1873.

## Démographie
Lors du recensement de 2010, le village comptait une population de 1 274 habitants. Elle est estimée, en 2016, à 1 220 habitants.

### Source de la traduction
- (en) Cet article est partiellement ou en totalité issu de l’article de Wikipédia en anglais intitulé « Sandoval, Illinois » (voir la liste des auteurs).